# 相模原市立上溝中学校
相模原市立上溝中学校（さがみはらしりつ かみみぞちゅうがっこう）は、神奈川県相模原市中央区横山五丁目にある公立中学校。

## 生徒数・学級数
- 本校の生徒数は全学年合計で815人。学級数は全学年合計で26学級となっている。（2021年（令和3年）5月1日現在）

## 通学区域
- 相模原市緑区[1]
  - 下九沢154~173の12・244の2~480・486~531・539~541

- 相模原市中央区
  - 上溝1丁目
  - 上溝2丁目
  - 上溝3丁目
  - 上溝4丁目
  - 上溝5丁目
  - 上溝6丁目1番~9番10号・18号~50号・19番 1号・14号~19号・20番1号・2号・22号~29号
  - 上溝7丁目1番~3番 8号・17号・18号・21号~31号・7番~27番
  - 上溝1674の3・1674の5・1675(枝番の無いもの)・1675の3・1675の4・1748~1749の9・1760~1770・1773~1875・1879~1883・1922の2~4・1922の8~9・1922の11・3080~3190・ 3904~3919・3957~4660・5415~5454
  - 星が丘1丁目
  - 星が丘2丁目
  - 星が丘3丁目
  - 星が丘4丁目
  - 陽光台1丁目9番19号
  - 横山3丁目
  - 横山5丁目
  - 横山6丁目

## 進学前小学校
- 相模原市緑区
  - 相模原市立作の口小学校（一部は相模原市立大沢中学校・相模原市立清新中学校へ）

- 相模原市中央区
  - 相模原市立上溝小学校（一部は相模原市立上溝南中学校へ）
  - 相模原市立星が丘小学校（一部は相模原市立中央中学校・相模原市立弥栄中学校へ）
  - 相模原市立陽光台小学校（一部は相模原市立緑が丘中学校へ）

## 交通アクセス
- 上溝駅（JR相模線）より徒歩3分。

## 卒業生
- 日村勇紀 - お笑い芸人（バナナマン）〈1987年度卒〉
- 北山宏光 - Kis-My-Ft2
- 新垣勇人 - 元北海道日本ハムファイターズ